# Anastasio Zerecero
Anastasio Zerecero Azpeytia (Ciudad de México, Virreinato de la Nueva España, 27 de abril de 1799 - Ib., 18 de marzo de 1875) fue un militar e historiador mexicano.
Participó en el movimiento de Independencia de México, apoyó el Plan de Iguala y se opuso a Agustín de Iturbide. Diputado en el Congreso General. Fue partidario del presidente Benito Juárez y combatió en la Guerra de Reforma y en la Segunda Intervención Francesa. Al triunfo de la República fue magistrado del Tribunal de Justicia.
Sus padres fueron Valentín Zerecero y Mariana Azpeytia. 
Escribió Memorias para la Historia de las Revoluciones en México, publicada en 1869 y la biografía detallada del presidente Juárez, fallecido en 1872. 
Murió en 1875. Sus restos fueron enterrados en el Panteón del Tepeyac y después trasladados al nicho No. 780 del Panteón de San Fernando.
- Datos: Q20995216